# Fingal’s Cave
Fingal’s Cave (schottisch-gälisch: Uamh-Binn) ist eine 85 Meter lange Höhle auf der unbewohnten schottischen Insel Staffa der Inneren Hebriden. Sie ist zum größten Teil von Basaltsäulen umgeben, die im Tertiär entstanden sind. Neben dem Giant’s Causeway in Nordirland ist sie eine der bekanntesten Basaltformationen des Vereinigten Königreichs.

## Geschichte
Fingal’s Cave wurde im August 1772 von Joseph Banks, einem englischen Naturforscher, auf dem Weg zu einer Expedition nach Island besucht und beschrieben.
Die Höhle ist nach dem Sagenhelden Fingal benannt, der vom schottischen Schriftsteller James Macpherson erfunden wurde. Macpherson ließ in seinen Fragments of Ancient Poetry den fiktiven Dichter Ossian – angelehnt an den mythischen irischen Dichter Oisín – von den Heldentaten des Königs Fingal berichten, dessen Vorbild der irische Sagenkrieger Fionn mac Cumhaill war.

## Tourismus
Im 19. Jahrhundert galt Fingal’s Cave als Touristenattraktion; es landeten bis zu 300 Touristen am Tag auf Staffa, um die Höhle zu besichtigen. Berühmte Besucher waren Königin Victoria, Walter Scott, Felix Mendelssohn Bartholdy, John Keats, Theodor Fontane und William Wordsworth. Der rege Bootsverkehr zur Insel ist heutzutage weitgehend eingestellt.
Martin Mills von der Grampian Speleological Group bezeichnet die Höhle als most famous but least visited cave in the world („berühmteste, jedoch am wenigsten besuchte Höhle der Welt“). Er spielt hier darauf an, dass zwar viele Schiffe und Boote mit Touristen an Bord Staffa passieren, jedoch nur wenige tatsächlich dort vor Anker gehen. Lediglich einige kleinere Boote von Mull und Iona, den Nachbarinseln, fahren Staffa heute noch an.

## Fingal’s Cave in der Kunst
Am 8. August 1829 besuchte Felix Mendelssohn Bartholdy Fingal’s Cave. Inspiriert durch den Aufenthalt, komponierte er die Ouvertüre Die Hebriden.
Der romantische Maler William Turner malte im Jahr 1832 den Eingang der Höhle; das fertige Gemälde nannte er Staffa, Fingal’s Cave (siehe Abschnitt „Weblinks“). Es wurde von der Royal Academy of Arts in London als one of the most perfect expressions of the romanticism style of art („eines der perfektesten Werke der Romantik“) bezeichnet. Heute befindet sich das Gemälde im Yale Center for British Art in New Haven. Der deutsche Arzt, Naturwissenschaftler und Romantiker Carl Gustav Carus malte den Blick aus der Fingalshöhle bei Mondschein um 1851 (Kupferstichkabinett Dresden, Inv.-Nr. C 1963-4). Eine zeitgenössische Thematisierung stammt von der Bildhauerin Louise Stomps mit der Skulptur Fingals Höhle.
Der französische Autor Jules Verne beschrieb in seinem 1882 veröffentlichten Roman Der grüne Strahl den Besuch einer Reisegruppe in Fingal’s Cave. Dramatischer Höhepunkt des Romans ist die Übernachtung der Reisenden in der Höhle, während draußen ein Orkan tobt. Die Erstausgabe des Romans enthält Kupferstiche von Léon Benett, die Fingal’s Cave zeigen.
Theodor Fontane beschreibt in seinem Reisebericht Jenseit des Tweed seinen Besuch der Insel und der Höhle.

## Bilder

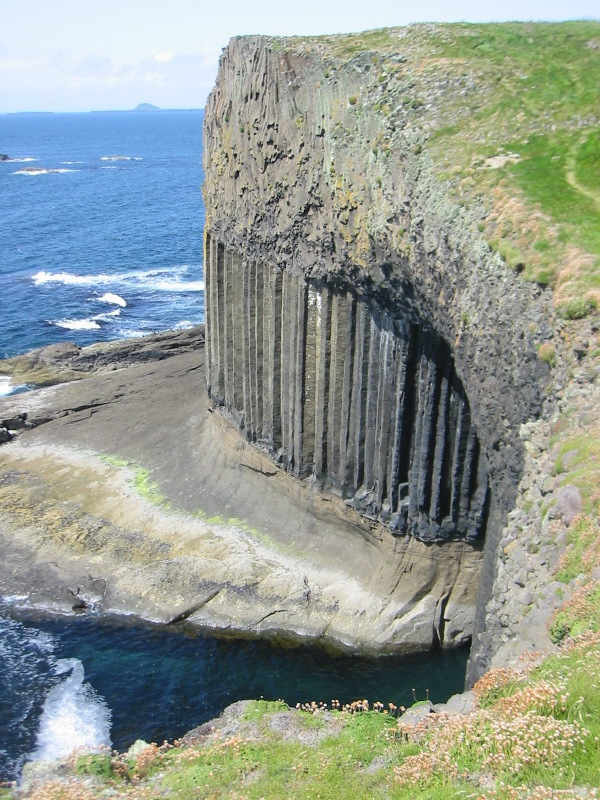
Blick von der Steilküste auf die Höhle
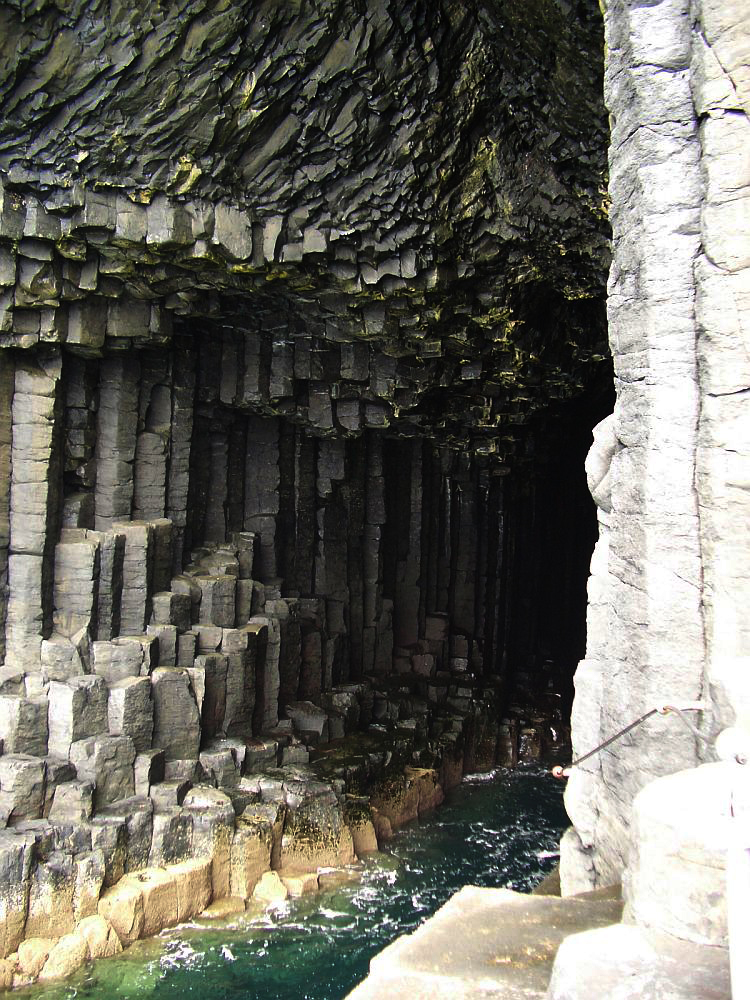
Detail des Höhleneingangs
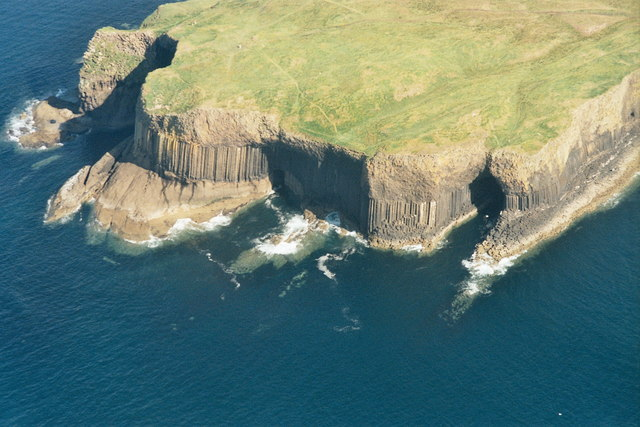
Luftbild Staffa
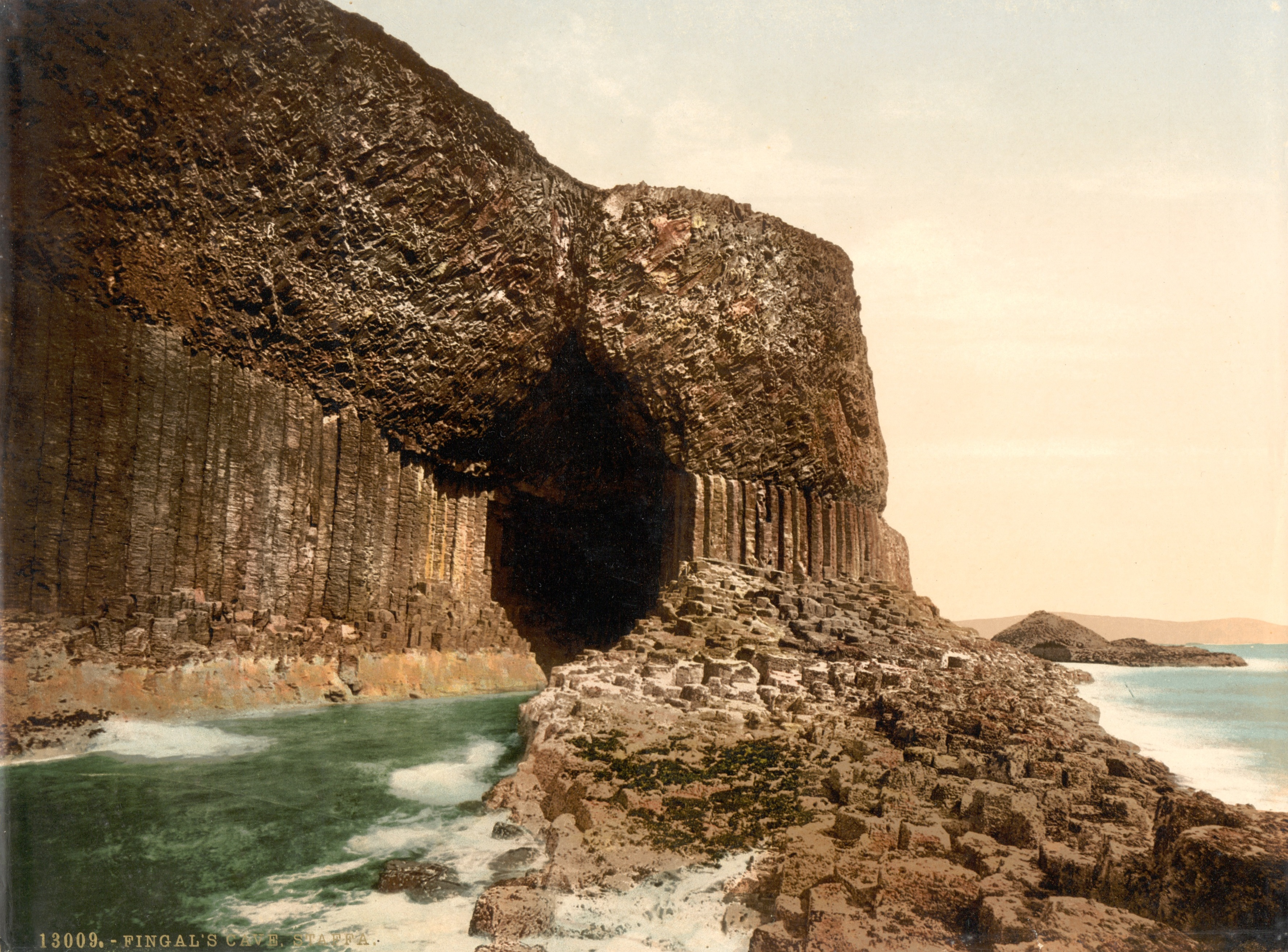
Fingal’s Cave auf Photochromdruck (um 1900)
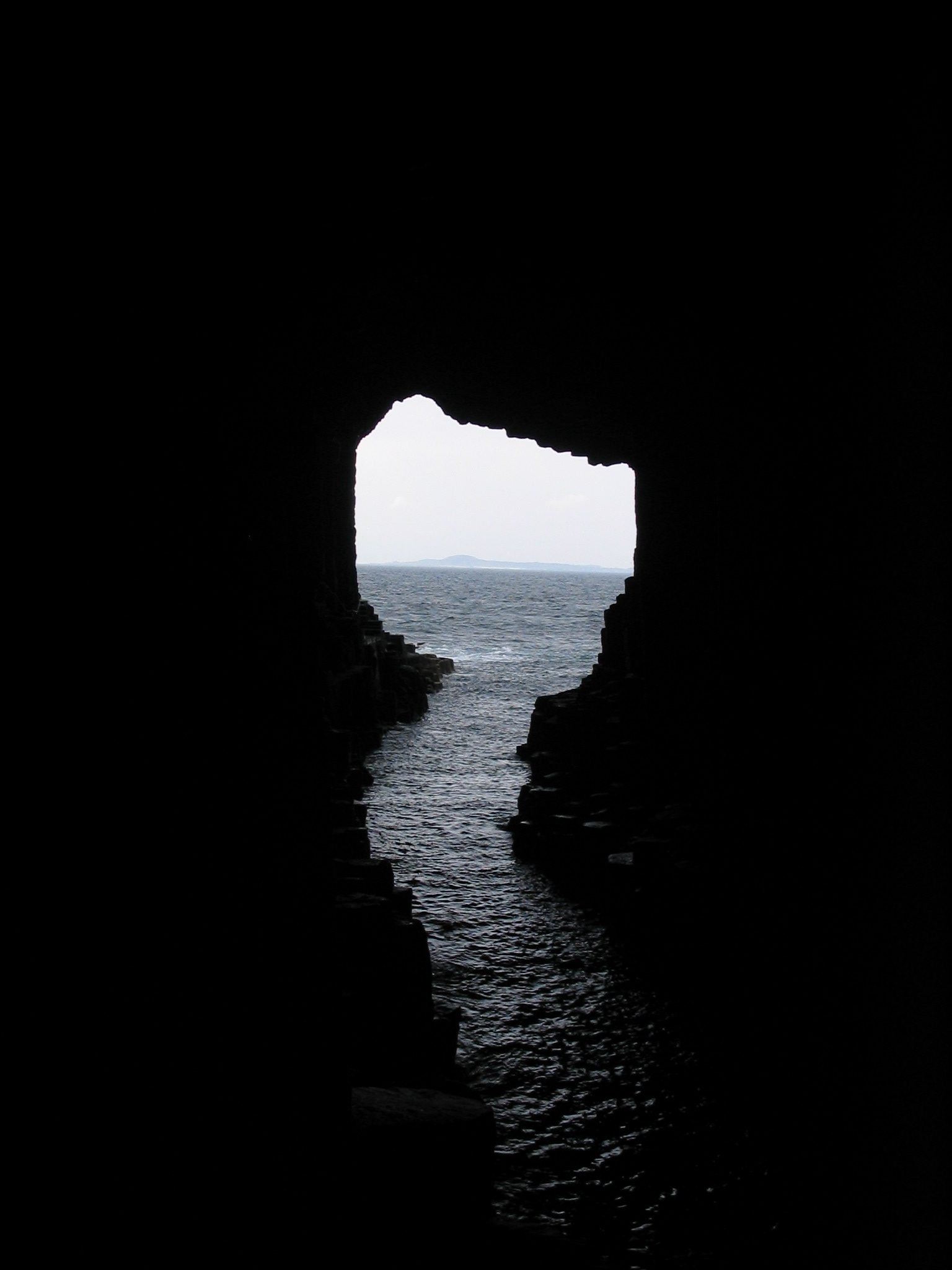
Blick aus den Tiefen der Höhle mit der Insel Iona im Hintergrund, 2008